# Ramat Gan
Ramat Gan (hebraisk: רמת גן) er en forstad til Tel Aviv beliggende nord for Giv'Atayim og vest for Bnei Brak i Israel. Byen, der har 159.200(2018)indbyggere, blev grundlagt som et landbrugssamfund i 1921 med dyrkning af hvede, byg og vandmeloner. Efterhånden flyttede der flere mennesker til dette grønne område og det har siden udviklet sig til en storby med handel og industri.
Verdens største børs for diamanter og et stort berømt diamantmuseum ligger i centrum af Ramat Gans forretningsområde, hvor der arbejder ca. 100.000 mennesker i diamantindustrien. Diamanter er en af Israels største import- og eksportartikler og Israel har i mange år været verdens største eksportør af slebne diamanter.
Den tunge industri, der tidligere har været her, er efterhånden omdannet til mere let og højteknologisk industri. Der bygges nye høje kontorbygninger og hoteller for at udvide og styrke forretningsområdet.
Byen har et af de største nationale stadion i Mellemøsten, Ramat Gan National Stadium, mange sportsfaciliteter, et stort sportscenter specielt for handicappede, en del uddannelsesinstitutioner, mange parker og grønne områder og en zoologisk have The Safari Park.